# Dave Brubeck
Dave Brubeck, właśc. David Warren Brubeck (ur. 6 grudnia 1920 w Concord, zm. 5 grudnia 2012 w Norwalk) – amerykański pianista i kompozytor jazzowy.

## Życiorys
Uczęszczał do College of the Pacific oraz Mills College. Wraz z kolegami ze szkoły stworzył eksperymentatorską grupę Jazz Workshop Ensemble, która nagrywała w 1948 pod nazwą: Dave Brubeck Octet. Jednak największą popularność przyniosła mu gra w powołanym do życia w 1951 Dave Brubeck Quartet. W skład grupy wchodzili także: perkusista Joe Morello, kontrabasista Eugene Wright i saksofonista altowy Paul Desmond. Kwartet zasłynął m.in. utworami Take Five i Blue Rondo a la Turk.
Był nawróconym katolikiem.
Brubeck zmarł na zawał serca w przeddzień swoich 92. urodzin podczas drogi do kardiologa.

## Odznaczenia i nagrody
- 1994 Narodowy Medal Sztuki
- 1999 NEA Jazz Masters Award[2]
- 2002 Austriacki Krzyż Honorowy za Naukę i Sztukę I klasy[3]

## Wybrana dyskografia
- Time Out (1959)
- Time Further out (1961)

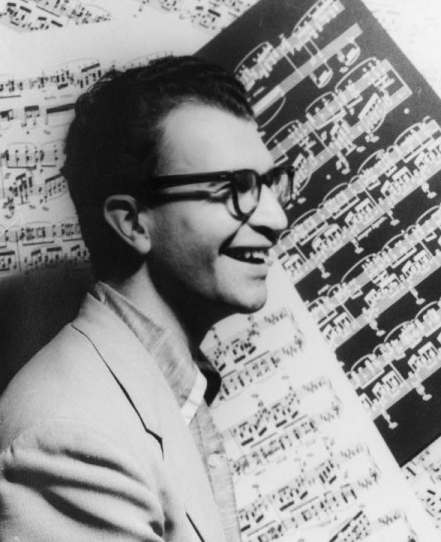
Dave Brubeck (1954)

- Brandenburg Gate: Revisited (1961)
- Cathy's Waltz (1961)
- Elementals (1963)
- La Fiesta de la Posada (1975)
- Fugal Fanfare (Happy Anniversary) (1970)
- The Gates of Justice (1969)
- In Your Own Sweet Way (1961)
- The Light in the Wilderness (1968)
- Out of the Way of the People (1970)
- Summersong (1961)
- They All Sang Yankee Doodle (1976)
- Truth is Fallen (1971)